# Movimiento Construye
El Movimiento Construye (MC25), también conocido simplemente como Construye, es un movimiento político ecuatoriano fundado en 2004. Originalmente surgido con el nombre de Ruptura 25 (R25), fue parte de los movimientos fundadores de Alianza PAIS, movimiento del que fueron parte entre 2006 y 2011. Posteriormente, tras su retiro del gobierno de Rafael Correa, pasó a participar de manera autónoma, inscribiéndose en el Consejo Nacional Electoral en 2012, hasta perder su registro en el 2014. El movimiento se mantuvo activo, incorporándose a la Izquierda Democrática en 2016, hasta que en el 2018, regresó al registro electoral, pasando a formar parte del gobierno de Lenín Moreno. Tras la caída en la popularidad de Moreno, hecho que salpicó la imagen del movimiento, realizaron una renovación de su imagen, pasando en 2020 a denominarse Movimiento Construye.

## Historia

### Orígenes
El movimiento fue fundado el 12 de septiembre de 2004, con el nombre del Ruptura 25 (R25), denominación que conmemoraba el vigésimo quinto aniversario del retorno a la democracia, hecho sucedido en 1979. La agrupación se autodenominó de «izquierda moderna y contemporánea», teniendo como sus primeras actividades, el activismo ciudadano, planteando a través de medios de comunicación, internet y activismo, dos preguntas: «¿Quién jodió al país?» y «¿Cómo salimos de esta?» El grupo adquirió protagonismo en la escena política al formar parte en 2005 de la Rebelión de los forajidos, que derrocó al presidente Lucio Gutiérrez. En 2006, Ruptura 25 fue una de las organizaciones fundadoras de Alianza PAIS, formando parte del gobierno de Rafael Correa, tras su victoria en las elecciones presidenciales de 2006.
En 2011, el movimiento se distancia del gobierno de Correa, abandonando Alianza PAIS el 28 de enero. Es así que, los miembros de Ruptura 25 que ocupaban cargos en el gobierno, tales como Juan Sebastián Roldán y Alexandra Ocles renunciaron a sus puestos. Mientras, en la asamblea, los asambleístas de Ruptura 25, María Paula Romo y Norman Wray, se separaron del bloque oficialista. La ruptura con el gobierno se justificó alegando que R25 se encontrraba en desacuerdo con el referéndum constitucional y consulta popular de 2011, convocado por Correa.

### Participación política autónoma

Logo original de Ruptura 25.

En 2012 se inscribe como movimiento político nacional con el objetivo de participar en las elecciones de 2013, siendo aprobado el 16 de junio por el Consejo Nacional Electoral (CNE). Para las elecciones presidenciales de 2013, el movimiento presentó a Norman Wray como candidato, obteniendo el penúltimo lugar, con apenas el 1,31% de votos, mientras en las elecciones legislativas, el movimiento no obtuvo ningún escaño. Meses antes de realizarse las elecciones seccionales de 2014, Ruptura anunció en una carta al presidente del CNE que no participaría en dichas elecciones, al considerar el proceso "viciado", aunque sin presentar prueba alguna de aquello. También se aseveró que el grupo no buscaría realizar alianzas con otros partidos, pues esto sería poner el pragmatismo por encima de sus principios.
En julio de 2014, el CNE anunció el retiro de la personería jurídica del movimiento, basándose en el artículo 327 del Código de la Democracia, que indica que si un partido político obtiene menos del 4% de los votos en dos elecciones seguidas pierde su registro electoral. Por su parte, Ruptura 25 calificó de ilegal, dicha decisión, alegando que Ruptura 25 era un movimiento, y que el artículo señalado en la decisión no se aplica para movimientos sino sólo para partidos; además de que Ruptura no participó en dos elecciones, sino sólo en una. A pesar de la pérdida de su registro, el movimiento se mantuvo activo, pasando en 2016 a militar en las filas de la Izquierda Democrática, afiliándose gran parte de los integrantes de Ruptura 25 a dicho partido, el 12 de septiembre.

### Retorno

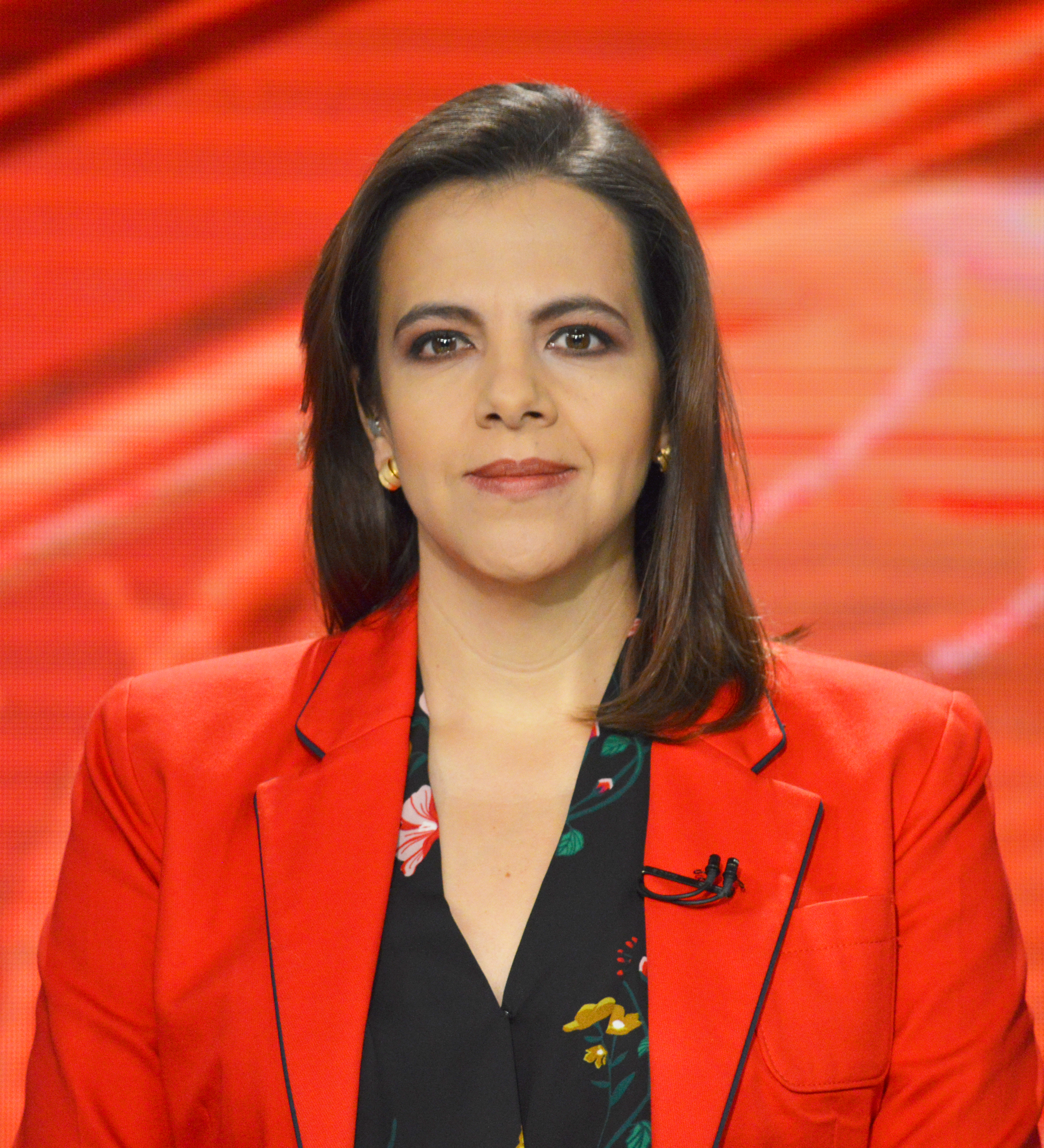
María Paula Romo, considerada la figura más destacada del movimiento.

En el gobierno de Lenín Moreno, el Consejo de Participación Ciudadana y Control Social Transitorio (CPCCS-T) destituyó a todos los miembros del CNE y designó un consejo transitorio, quienes, como parte de un pacto político, declararon nula la resolución de extinción del movimiento, por lo que se le devolvió su personería jurídica y registro electoral. Es entonces cuando Ruptura 25 pasa a integrar el gobierno de Moreno, quien otorgó diversos cargos a sus principales figuras, tales como María Paula Romo, Juan Sebastián Roldán, Norman Wray, Alexandra Ocles, entre otros. 
Tras la ruptura y declive de Alianza PAIS, Ruptura 25 aumentó su hegemonía dentro del oficialismo, siendo señalados como los más cercanos a Lenín Moreno. Esto se vio reflejado en el Paro Nacional de 2019, en el que el movimiento respaldó a Moreno, además de destacarse la participación de Romo al frente del Ministerio de Gobierno, acusada de crímenes de lesa humanidad debido a la fuerte represión realizada por la policía y las fuerzas armadas, que dejaron como saldo 11 fallecidos y más de 1.500 manifestantes heridos. Posteriormente, Romo y Roldán serían parte de la terna presentada por Moreno, en las elección de vicepresidente de 2020.
Tras estos acontecimientos, el movimiento realizó una reestructuración, con miras a las elecciones de 2021, cambiando su imagen y su denominación, pasando a llamarse Movimiento Construye. Dicho cambio fue aprobado el 16 de septiembre de 2020 por el CNE. Para las elecciones presidenciales de 2021, el movimiento postuló a Juan Fernando Velasco, músico que recientemente había sido ministro de Cultura y Patrimonio. Velasco obtuvo el undécimo lugar, con apenas el 0,82% de votos; mientras en las simultáneas elecciones legislativas, Construye consiguió un escaño en Manabí. Aunque en el balotaje de dichas elecciones presidenciales, el partido afirmó no apoyar a ningún candidato, tras la elección de Guillermo Lasso, Hugo Cruz, el único representante del movimiento en la Asamblea, pasó a formar parte de la bancada de gobierno.

### Consolidación y declive

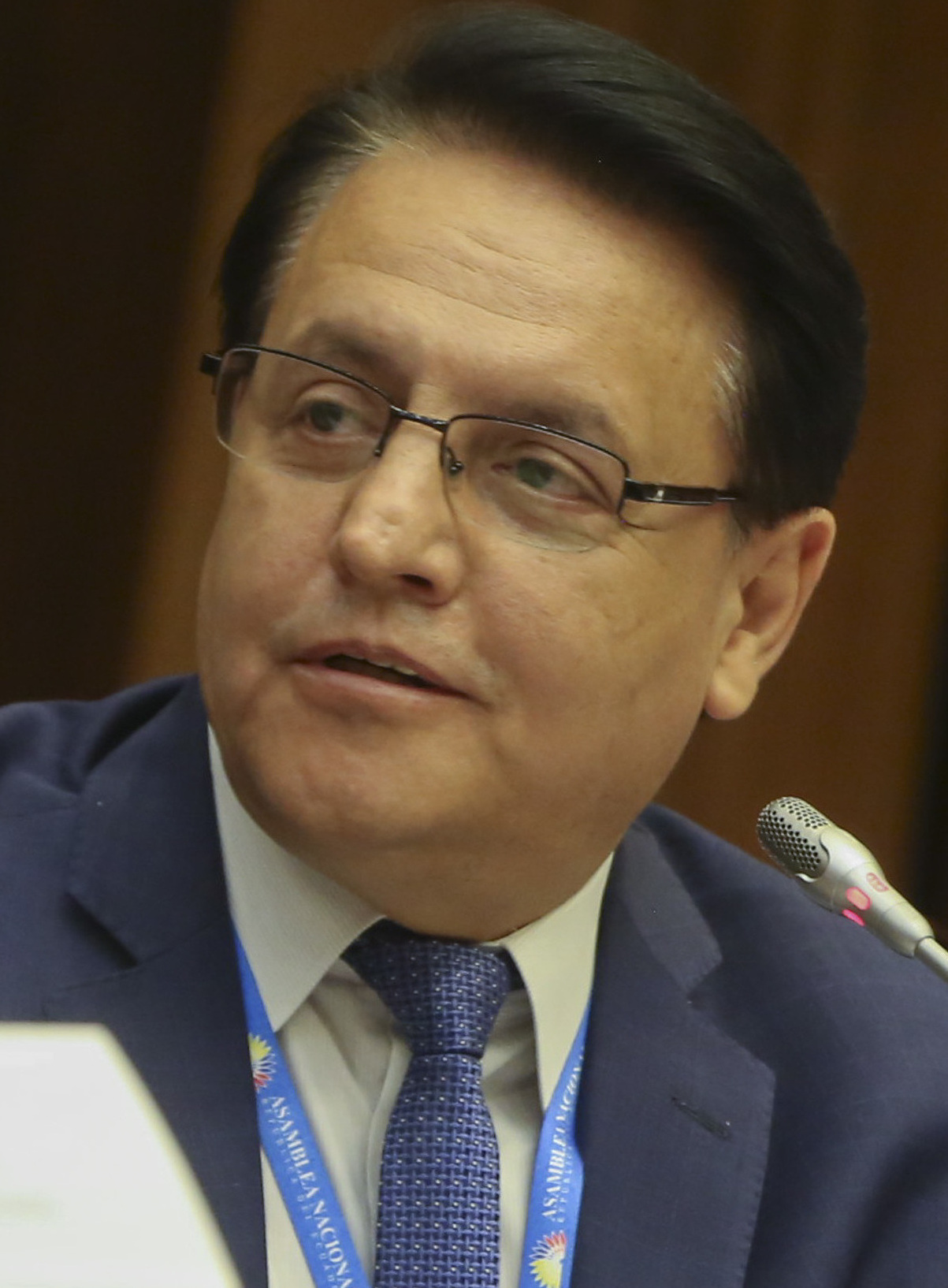
Fernando Villavicencio, candidato presidencial asesinado en 2023.

Tras la muerte cruzada en 2023, Construye formó una alianza con el Movimiento Gente Buena, agrupación política de extrema derecha no registrada en el CNE, liderada por Fernando Villavicencio, quien fue el candidato presidencial de Construye en las elecciones extraordinarias de 2023, en binomio con Andrea González. El 9 de agosto, Villavicencio fue asesinado, comenzado disputas entre Construye y Gente Buena, debido a la falta de conscenso para nombrar al reemplazo de Villavicencio como candidato presidencial. Finalmente, Christian Zurita fue el escogido, haciendo que en Gente Buena surgieran dos facciones, la facción liderada por Zurita, que mantuvo la alianza con Construye; y la facción liderada por Edwin Ortega, la cual rompió la alianza con Construye tras los comicios. En dichas elecciones, Zurita se benefició de la consternación causada por el asesinato de Villavicencio, obteniendo el tercer lugar, con el 16,37% de votos, a pesar de ser un desconocido en la palestra política nacional; mientras que en los comicios legislativos, Construye consiguió 29 escaños, consiguiendo la seguna bancada más grande en la Asamblea Nacional. En el balotaje, tanto Construye como la facción de Gente Buena de Zurita, anunciaron su apoyo a la candidatura de Daniel Noboa.
Posteriormente, tras la posesión del gobierno de Daniel Noboa, debido al fracaso en las negociaciones en el parlamento entre el oficialismo y la bancada de Construye, la facción de Gente Buena que aún se mantenía aliada a Construye, se separó de dicho movimiento, pasando a aliarse al Partido Sociedad Patriótica (PSP), del expresidente Lucio Gutiérrez. En los meses posteriores, se fueron separando varios legisladores más de la bancada de Construye, por lo que el movimiento se ha visto reducido a 16 representantes en la Asamblea. Su postura en el parlamento ha sido ambigua, pero respaldando al gobierno de Noboa en la mayoría de los casos. Es así que, en la consulta popular de 2024, impulsada por Noboa, Construye apoyó al oficialismo, siendo el impulsor de la pregunta D, la cual legalizaba el arbitraje internacional, para beneficio de empresas trasnacionales, en detrimento del Estado. Sin embargo, Construye no pudo hacer campaña por el Sí, debido a no presentar su informe económico anual, por lo que el CNE impidió su participación.

### Actualidad
El 18 de abril de 2024, el Tribunal Contencioso Electoral (TCE) eliminó la personería jurídica del Movimiento Construye, tras una denuncia ante dicho organismo, presentada por el CNE, en la que se asevera que Construye no presentó el informe económico anual, a pesar de la prórroga concedida. Por su parte, Construye culpó de su cancelación al presidente Noboa, alegando persecución política. Es así que, el 13 de junio, el pleno del TCE decidió dar paso a la apelación presentada por el movimiento eliminando su cancelación del registro de organizaciones políticas.
Para las elecciones presidenciales de 2025, Construye auspicia la candidatura presidencial de Henry Cucalón, exministro de Gobierno de Guillermo Lasso. Cucalón obtuvo el noveno lugar, con el 0,36 % de los votos; mientras que en las simultáneas elecciones legislativas, Construye obtuvo un escaño en Imbabura con Pablo Jurado.
En el balotaje, Construye decide apoyar la reelección presidencial de Daniel Noboa, resultando electo.

## Resultados electorales

### Elecciones presidenciales
|  | 1,23 % |

|  | 0,82 % |

|  | 16,37 % |

|  | 0,36 % |

### Elecciones legislativas
|  | 1,87 % |

|  | 0,72 % |

|  | 20,47 % |

### Elecciones seccionales
|  | 0,00 % |

|  | 4,98 % |